# Большой Аквариум
Большой Аквариум (фр. Grand aquarium Saint-Malo) — аквариумный комплекс в Сен-Мало.
Аквариум представляет собой сооружение площадью около 4 тысяч квадратных метров, содержащее 2,5 миллиона литров воды (ёмкость крупнейшего аквариума составляет около 600 тысяч литров).
В аквариумах около 11 тысяч особей примерно 600 видов.
Большой Аквариум был построен в 1996 году, с 1999 года обслуживается компанией Compagnie des Alpes.
Сегодня[когда?] посещаемость Аквариума составляет 360 тысяч человек в год.